# Sundrop Farms
Sundrop Farms ist der Name einer hydroponischen Gewächshausanlage in der Nähe von Port Augusta im australischen Bundesstaat Südaustralien, in der mit Hilfe eines Sonnenwärmekraftwerks Meerwasser aus dem Spencer-Golf entsalzt wird, um die angebauten Gemüsepflanzen zu bewässern.
Derartige Anlagen werden auch als Seawater Greenhouse bezeichnet.

## Geschichte
Im Jahr 2014 wurde von dem Unternehmen Sundrop Farms Pty Ltd zehn Kilometer südöstlich von Port Augusta mit dem Bau der Anlage begonnen. Mit der Ausführung wurde das australische Unternehmen John Holland (damals zur Hochtief-Tochterfirma Leighton Holdings gehörend, seit April 2015 eine Tochtergesellschaft der chinesischen China Communications Construction Company) beauftragt. Das Design und die Zulieferung des Sonnenwärmekraftwerkes erfolgte durch die dänische Firma Aalborg CSP. Fertiggestellt war es nach 18 Monaten Bauzeit im Oktober 2016. Die Baukosten betrugen 200 Mio. AUD, wobei die US-amerikanische Beteiligungsgesellschaft Kohlberg Kravis Roberts & Co. 100 Mio. AUD investierte.
Diese Anlage ist das einzige Sonnenwärmekraftwerk in Australien.
Im Mai 2019 wurde die Anlage an den neuseeländischen Vermögensverwalter Morrison & Co. verkauft.

## Betrieb

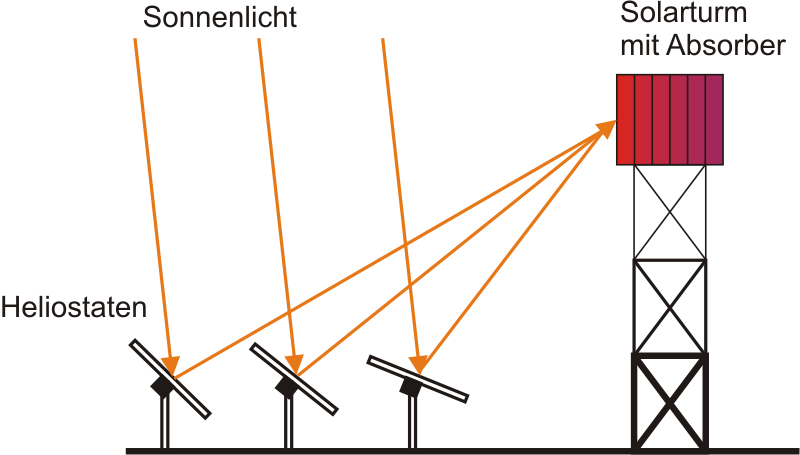
Schema eines Solarturmkraftwerks

In der Anlage wird das Sonnenlicht dazu genutzt, Energie zu gewinnen. Dies erfolgt über die auf einer Fläche von circa 50.000 m² installierten knapp 24.000 Heliostaten, die die Sonnenstrahlung im 127 Meter hohen Solarturm bündeln. Hierbei wird thermische Energie bereitgestellt, die für die Meerwasserentsalzung, für die Heizung und Kühlung der Gewächshäuser und zum Antrieb einer Dampfturbine zur Stromproduktion verwendet wird. In Spitzenzeiten beträgt die erzeugte Leistung bis zu 39 MW thermische Energie sowie circa 1,5 MW elektrische Leistung für den Betrieb der Anlage. Der Jahresenergieertrag beträgt 72 TJ, die während eines Jahres produzierte Strommenge beträgt 1700 MWh.
Für die Entsalzungsanlage wird aus dem fünf Kilometer entfernten Spencer-Golf Meerwasser entnommen. Es werden jährlich 250 Millionen Liter Süßwasser erzeugt, die für die Bewässerung der angebauten Pflanzen verwendet werden.
Pro Jahr werden auf einer Treibhausfläche von 20 Hektar circa 17.000 Tonnen Strauchtomaten in der Anlage produziert. Diese Menge entspricht etwa 15 Prozent des australischen Tomatenverbrauchs. Mit der australischen Supermarktkette Coles wurde ein langfristiger Liefervertrag abgeschlossen.
Durch die Anlage sind 300 neue Arbeitsplätze in der Region entstanden.